# Großsteingrab Heilshoop
Das Großsteingrab Heilshoop war eine megalithische Grabanlage der jungsteinzeitlichen Nordgruppe der Trichterbecherkultur bei Heilshoop im Kreis Stormarn in Schleswig-Holstein. Es trägt die Fundplatznummer Heilshoop LA 8.

## Forschungsgeschichte
Die letzten Reste der Anlage wurden 1957 beim Kiesabbau zerstört und dabei von Ernst-Walter Bötel dokumentiert.

## Beschreibung
Der Standort des Grabes zeichnete sich im Gelände als flache, runde Bodenerhebung mit einem Durchmesser von 15 m und einer erhaltenen Höhe von 0,3 m ab. Über das Grab verlief ein Knick, in dem sein Standort als deutliche Überhöhung zu erkennen war. Auf der Oberfläche lagen zahlreiche Stücke verbrannten Feuersteins. Bei der Abtragung stellte Bötel einen nordwest-südöstlich orientierten Schnitt fest, der sich durch das Grab zog. Unter der Ackerkrume lag eine etwa 2 m lange und 0,4 m dicke Schicht aus verbranntem Feuerstein. An die Enden dieser Schicht schlossen sich jeweils 0,5 m breite Packungen aus kopfgroßen Steinen an (wohl Reste der Kammerummantelung). Die Wand- und Decksteine der Grabkammer wurden wohl bereits lange vor 1957 entfernt.